# Chính sách thị thực của Mauritanie
Du khách đến Mauritanie phải có thị thực từ một trong những phái vụ ngoại giao Mauritanie trừ khi họ đến từ một trong những quốc gia được miễn thị thực hoặc họ đến sân bay quốc tế Nouakchott–Oumtounsy.

## Bản đồ chính sách thị thực

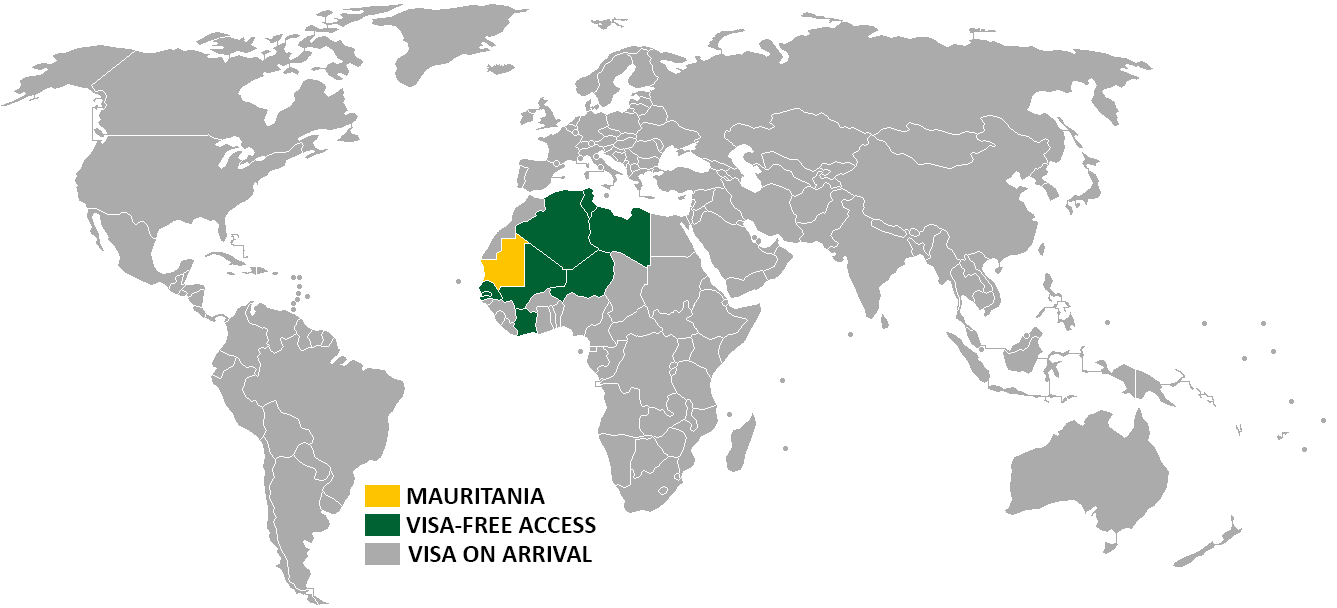
Mauritania
Miễn thị thực
Thị thực tại cửa khẩu

## Miễn thị thực
Công dân của 9 quốc gia sau có thể đến Mauritanie không cần thị thực lên đến 90 ngày:
| - Algeria - Bờ Biển Ngà - Gambia - Libya - Mali - Niger - Sénégal - Syria - Tunisia |

Người sở hữu hộ chiếu ngoại giao và công vụ được cấp bởi các nước Bulgaria, Ai Cập, Guinea-Bissau, Iran, Maroc, Qatar và Thổ Nhĩ Kỳ không cần thịt thực để đến Mauritanie.
Công dân của bất cứ quốc gia nào có hộ chiếu ngoại giao trừ Ý không cần thị thực để đến đây.

## Thị thực tại cửa khẩu
Người sở hữu hộ chiếu của bất cứ quốc gia nào có thể xin thị thực tại cửa khẩu sân bay quốc tế Nouakchott.